# フンドーダイ
株式会社フンドーダイ（フンドーダイ）は、熊本県熊本市北区に本社を置く調味料メーカー。創業は1869年（明治2年）と歴史のある企業である。うまくち醤油やうすくち醤油、透明醤油を含む醤油、味噌、食酢類、たれ類、ドレッシング類その他調味料の製造販売を行っている。

## 概要
- 戦国時代末期に初代・大久保八左衛門が両替商・酒造業を創業した。1869年（明治2年）に11代目・大久保彦四郎により醤油醸造業へ転身した[3]。1928年（昭和3年）に大久保醤油株式会社を立ち上げた。
- 近年では、中国に海外法人を立ち上げ、海外への進出も図っている。
- 2014年（平成26年）6月、玉名市に拠点を置いていた食品加工ベンチャー企業「五葉」（2012年設立、本社・福岡市[4]）と経営統合。五葉を存続会社とし、同社子会社の五葉フーズと当社を吸収合併して新社名は「フンドーダイ五葉」[5]に。本社を玉名市、本部・本部工場を熊本市とする。
- 2020年（令和2年）、社名をフンドーダイに戻す。なお、上記経営統合前の社名は「フンドーダイ株式会社」（後株）であったが、今回の社名変更後は「株式会社フンドーダイ」（前株）である。

## テレビ番組
- 日経スペシャル カンブリア宮殿【常識破りの醬油造り 熊本の老舗企業が世界へ躍進】（2025年5月8日放送、テレビ東京系列） - 社長の山村脩がスタジオ出演[6]。